# Jürgen Ponto
Jürgen Ponto (Bad Nauheim, 17 de dezembro de 1923 — Oberursel, 30 de julho de 1977) foi um banqueiro alemão, presidente do Dresdner Bank, assassinado pela organização extremista Fração do Exército Vermelho (RAF) ou Grupo Baader-Meinhof.
Ponto foi morto em sua villa nas proximidades de Frankfurt, quando preparava-se para sair de férias para o Rio de Janeiro, na tarde de 30 de julho de 1977. Enquanto ele e sua mulher faziam as malas, receberam a visita de Susanne Albrecht, filha de amigos íntimos da família Ponto, acompanhada de dois desconhecidos. Os outros visitantes eram  Brigitte Mohnhaupt e Christian Klar, dirigentes do grupo Baader-Meinhof, também integrado por Susanne, que antes do atentado chegou a oferecer um buquê de rosas a Ponto e sua esposa, Ignes.
O motivo da inesperada visita era o sequestro de Ponto, que reagiu ao ser rendido por uma arma, sendo fuzilado com cinco tiros. O atentado deu início ao chamado Outono Alemão, um período de cerca de dois meses de grande violência na Alemanha Ocidental da época, com mortes e sequestros perpretados pela RAF, que provocaram grande crise política e social no país. Após o atentado, os matadores fugiram e mais tarde o Baader-Meinhof assumiu a responsabilidade por ele sob o nome de Roter Morgen (Manhã Vermelha).
Durante o serviço religioso de Ponto, com a presença de vários dos maiores nomes da indústria e do comércio alemães, um dos presentes, Hanns-Martin Schleyer, Presidente da Confederação da Indústria e da Federação de Empregadores, um dos homens mais poderosos do empresariado alemão, declarou aos presentes que "a próxima vítima do terrorismo quase certamente está aqui de pé nesta sala". Schleyer seria sequestrado e assassinado pela RAF dois meses depois.